# Мамедов, Катиб Сафар оглы
Кати́б Сафа́р оглы Маме́дов (азерб. Katib Səfər oğlu Məmmədov; род. 10 октября 1963, Кировабад, СССР) — украинский скульптор, педагог, доцент. Народный художник Украины (2019), Заслуженный художник Украины (2008). Лауреат Международной премии И. Е. Репина (2012). Почетный член Российской академии художеств (2013). Почётный деятель искусств (2013).
Член Союза художников Украины с 1997 года. Член совета «Конгресс Азербайджанцев Украины» с 1999 года. Член Московского творческого союза профессиональных художников (ТСПХ) с 2008 года.

## Биография
Катиб Мамедов родился 10 октября 1963 года вблизи Кировабада (ныне г. Гянджа) в живописном уголке Азербайджана, в многодетной семье.
Отец — Мамедов Сафар Зейналабдин оглы (род. 1934), авиатехник, был человеком необыкновенного таланта, к любой работе подходил творчески, а главное он умел дарить радость людям, в юности работая каменщиком, своеобразно украшал фасады домов восточными орнаментами, писал стихи, любил музыку. Работал бригадиром, агрономом в винсовхозе СССР, вывел несколько новых виноградных сортов. Мать — Мамедова Якши Мисир кызы (род. 1937), работая в совхозе при СССР, воспитывала шестерых детей.
Детство Катиба была тесно связано с природой. Он с малых лет отличался проявлением чрезмерного интереса ко всему окружающему, много читал, рисовал, лепил маленькие фигурки. Именно отец оказал огромное влияние на становление Катиба как художника, смастерив для него домик на тутовом дереве, дав волю фантазии малышу, где он почувствовал себя и вольной птицей-соловьём, и героем любимых произведений — Томом Сойером, Джимом Хокинсом, Робинзоном Крузо…
По окончании восьмого класса средней школы продолжил учёбу в Кировабадском профтехучилище № 15. С 1982 по 1984 год служил в рядах Советской армии (Военно-воздушные силы СССР, Липецк). После демобилизации из армии вернулся на родину с мечтой уехать учиться в Ленинград, но болезнь мамы, бытовые проблемы семьи заставили Катиба уехать в РСФСР, как говорили тогда, «на заработки». Работая на стройке каменщиком, плиточником, поступил заочно в Московский областной педагогический институт имени Н. К. Крупской на отделение станковой живописи и графики, где проучился с 1985 по 1987 годы.
В 1987 году по счастливой случайности[уточнить] оказался в Харькове. С 1987 по 1988 год работал учебным мастером кафедры скульптуры Харьковского художественно-промышленного института. В 1988 году поступил в Харьковский художественно-промышленный институт, факультет скульптуры. С 1993 года — преподаватель кафедры скульптуры ныне Харьковской государственной академии дизайна и искусств.
Катиб Мамедов живёт и работает на Украине . Произведения находятся в музеях, галереях и частных коллекциях многих стран мира.

## Семья
Женат, имеет троих сыновей и дочь : Сафар (род. 1999), Эмиль (род. 2000), Катиб (род. 2008), Эмилия (род. 2019).

## Творчество
Участие в выставках с 1990 года.

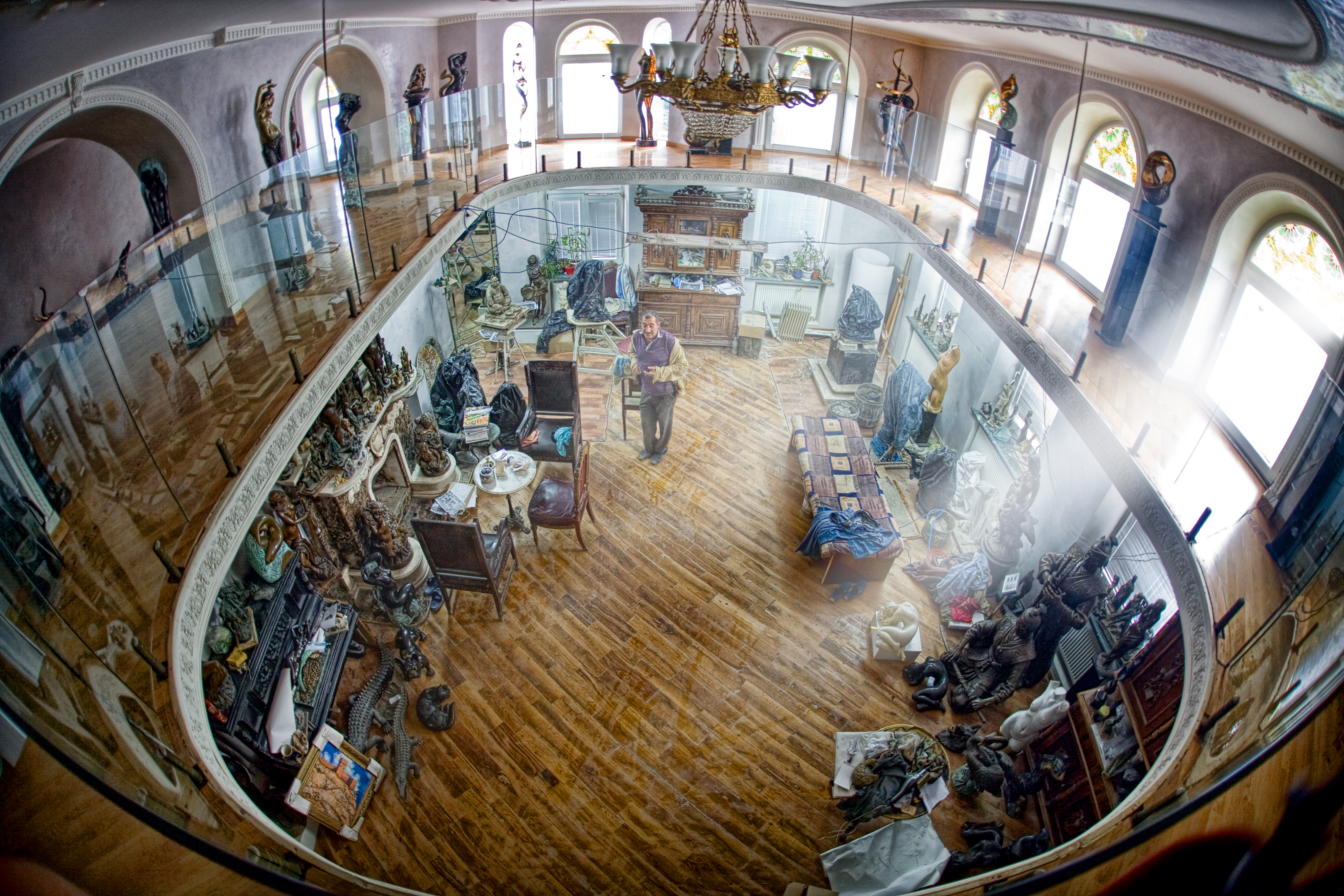
Музей-мастерская Катиба Мамедова, 2014 г.

Профессиональными скульпторами и архитекторами творческие способности Мамедова оцениваются как выдающиеся:

Несомненный творческий дар позволяет скульптору нащупать невидимые нити в мир трансцендентности, что роднит его с мастерами символизма конца прошлого столетия. Как и они, Катиб добивается, чтобы скульптурный материал максимально работал на образ.
— Евгений Богатов, искусствовед, журнал «Архитектура. Строительство. Дизайн», № 2 (8). 1998..

В работах Мамедова наблюдается искренность и теплота в трактовке внутреннего состояния героев. Непосредственность наблюдения помогают ему уйти от скучного академизма, подтверждая истину о том, что профессия скульптора — это не профессия, а состояние души.
— Академик Константин Панфёров, книга «Жизнь среди звёзд», 2002г.
2001 год — городу Харькову скульптором подарен монумент «Огонь знаний», в честь 10-летия независимости Украины и юбилея НУА.
2005 год — презентация каталога авторских работ «Катиб Мамедов. Скульптура». В каталог вошли более 80 творческих работ скульптора.
2006 год — создал, пожалуй, самую эпатажную свою работу — «Эллочка-людоедка» памятник к 1 апреля в Харькове героине романа «Двенадцать стульев» Ильфа и Петрова. Прототипом знаменитой людоедки стала одна из исполнительниц главных ролей кинофильма «12 стульев» — актриса Елена Шанина.
2009 год — памятник первому Учителю в городе Дергачи Харьковской области.
2013 год — памятники святым Иоанну Кронштадтскому и Серафиму Саровскому установлены в Свято-Успенском Николо-Васильевском монастыре, Донецк.
2015 год — Катиб Мамедов увековечил память известного российского клоуна и своего соотечественника Алика Нисанова.
2013 год — к своему 50-летию Катиб Мамедов совместно с Институтом социально-политических инициатив презентовал персональный альбом-каталог «Жизнь в скульптуре» с буклетом «Вечера на хуторе близ Диканьки».
В 2016 году — 1 апреля ровно 10 лет спустя в Харькове еще одна скульптура, посвящённая персонажам культового романа Ильфа и Петрова «12 стульев» — Киса Воробьянинов в исполнении Сергея Филиппова. Герой как будто выходит из стены с одним из 12 стульев, о которых говорится в романе.
На одном из интервью Катиб говорил: «к 50-ти годам решил увековечить великих людей».
Катиб Мамедов является автором многих мемориальных досок, памятников.
М. И. Кошкин, О. В. Соич, Н. А. Соболь, С. А. Оруджев, Низами Гянджеви, Тарас Шевченко, Ататюрк, Муслим Магомаев, Юрий Никулин, Джузеппе Верди, Джакомо Пуччини и т. д.

Скульптор — это человек, который старается запечатлеть прекрасные моменты жизни и сохранить их для будущего поколения.
Моя миссия — создавать творения, которые согревали бы человеческие души. Всегда стремлюсь делиться с людьми радостью и теплом. И если тронуты их сердца, значит я тружусь не напрасно.
— Катиб Мамедов, каталог «Скульптура», 2005.

## Выставки

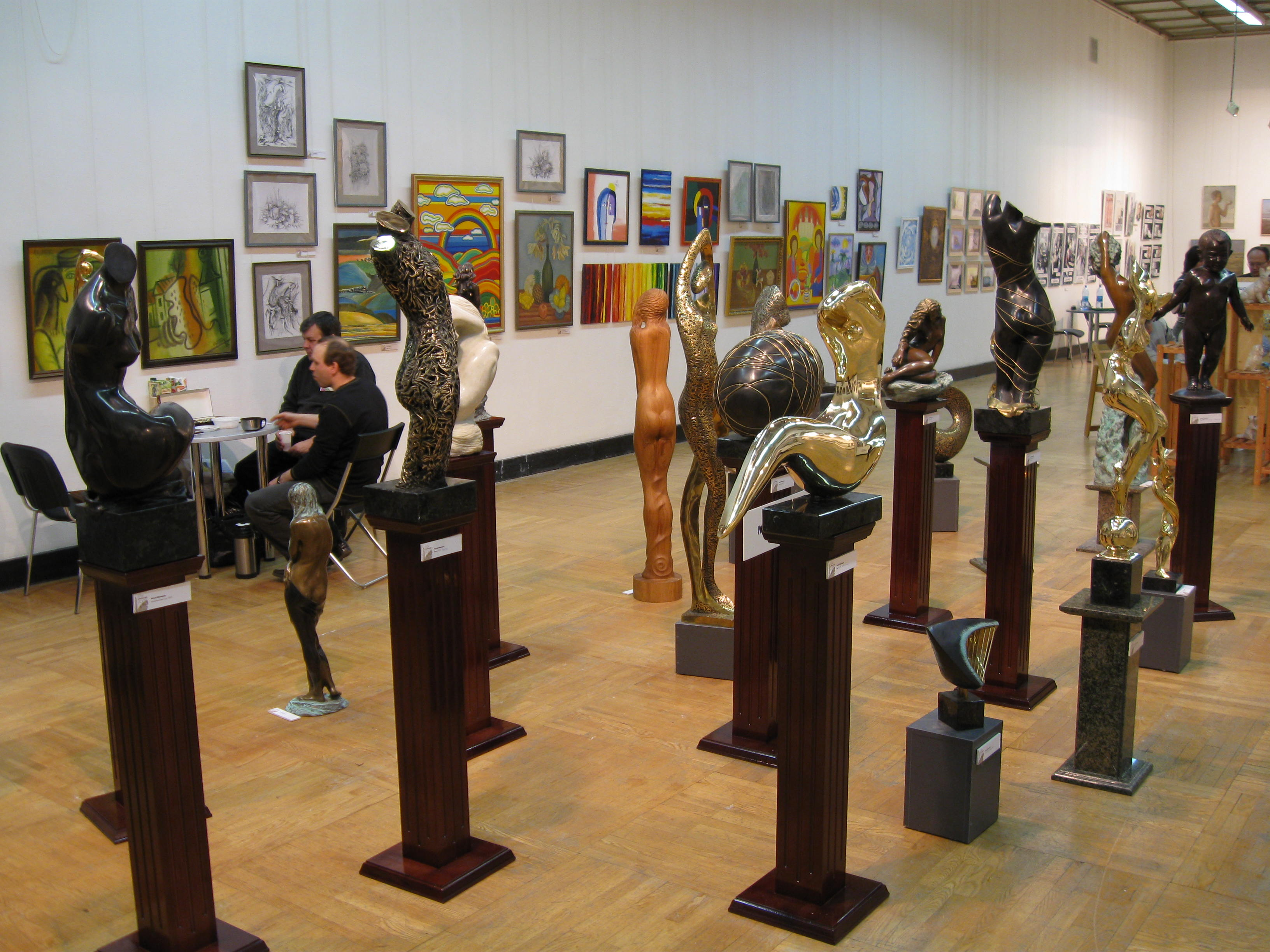
Выставка работ Катиба Мамедова в ЦДХ города Москвы — 2009 год

Некоторые наиболее значимые выставки Катиба Мамедова.
- 1993 год — первая персональная выставка Катиба Мамедова в выставочном зале «Беляева» города Москвы.
- С 1997 — постоянный участник ежегодного Московского Международного Художественного Арт-Салона (ЦДХ, Москва)
- 1997 по 2008 — постоянный участник ежегодной Московской Международной Художественной выставки АРТ-Манеж (ЦВЗ, Манеж, Москва)
- 1999 — Международный Фестиваль «Pro Art», Киев. Награждён почётным дипломом «ProArt»
- 2000 — Международный конкурс «Золотая палитра 2000», Самара. Стал победителем «Золотая палитра 2000» в номинации «Скульптура».
- 2000 — выставка в галерее «Philippe Rod», Женева, Швейцария.
- 2000 — персональная выставка в посольстве Азербайджана, Киев.
- 2000 — персональная выставка в НУА, Харьков.
- 2000 — выставка в спорткомплексе «Политех», Харьков. Получил второе место в номинации «Скульптура».

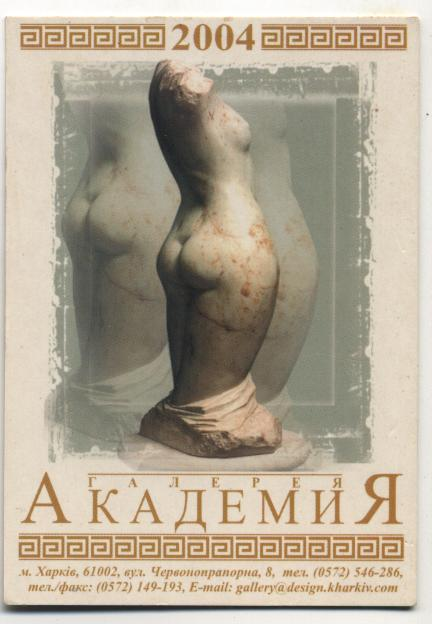
Галерея «Академия» Мраморный торс

- 2005 — персональная выставка «Різдвяні зустрічі», галерея «Академия», Харьков.
- 2006 — участие в восьмой выставке преподавателей и студентов Харьковщины «Маєстро і його учні», Харьков. Стал победителем в номинации «Маэстро».
- 2007 — персональная выставка в ХАТОБ, Харьков.
- 2008 — участие во II Московском Международном Фестивале искусств «Традиции и современность», ЦВЗ «Манеж», Москва. Стал победителем в направлении «Скульптура» в номинации «За эксперименты в формообразовании».
- 2009 — Одиннадцатая областная выставка творческих работ преподавателей Харьковщины «Камерата», Харьков. Награждён дипломом победителя «Камерата».
- 2012 — выставка лауреатов Международной премии им. И. Е. Репина «Жінка — це натхнення», Луганск[24][25].
- 2013 — персональная выставка «Жизнь в скульптуре», приуроченная к 50-летию. Символично в экспозицию вошли пятьдесят композиций в Харьковском художественном музее. Получил «Сертификат мецената Харьковского художественного музея»[26][27][28].
- 2014 — выставка «О ней…»[29] в Областном центре культуры и искусства, Харьков
- 2014 — выставка на Майдане Независимости в День Киева[30][31].
- 2014 — выставка на азербайджано-украинском вечере, посвящённом Дню солидарности азербайджанцев мира[32]. Получил «Подяку за вагомий внесок в мистецький спадок України та Азербайджану від консульства Азербайджанської республіки».
- 2015 — персональная выставка «Весняне натхнення» в галерее «Мистецтво Слобожанщини», Харьков[33][34][35].

## Признание

### Государственные звания
- Заслуженный художник Украины (2008)
- Народный художник Украины (2019)

### Общественные награды и звания
- Харьковчанин года (2007)
- Медаль лауреата Международной премии И. Е. Репина[36] (2012)
- Почетный член Российской академии художеств[5] (2013)
- Медаль «Почётный деятель искусств» (2013)
- Присвоено учёное звание доцента (2014)
- Медаль «Почётный Знак осс Администрацией Президента Украины» (2016)
- Медаль «MAHMUD KASHGARI-1000» (2016)
- Почётный знак отличия Харьковского областного совета «Слобожанская Слава» (2016)
- Почётный гражданин Харькова[37] (2021)
- Медали «Низами Гянджеви» (2022, ТЮРКСОЙ)[38]

## Галерея

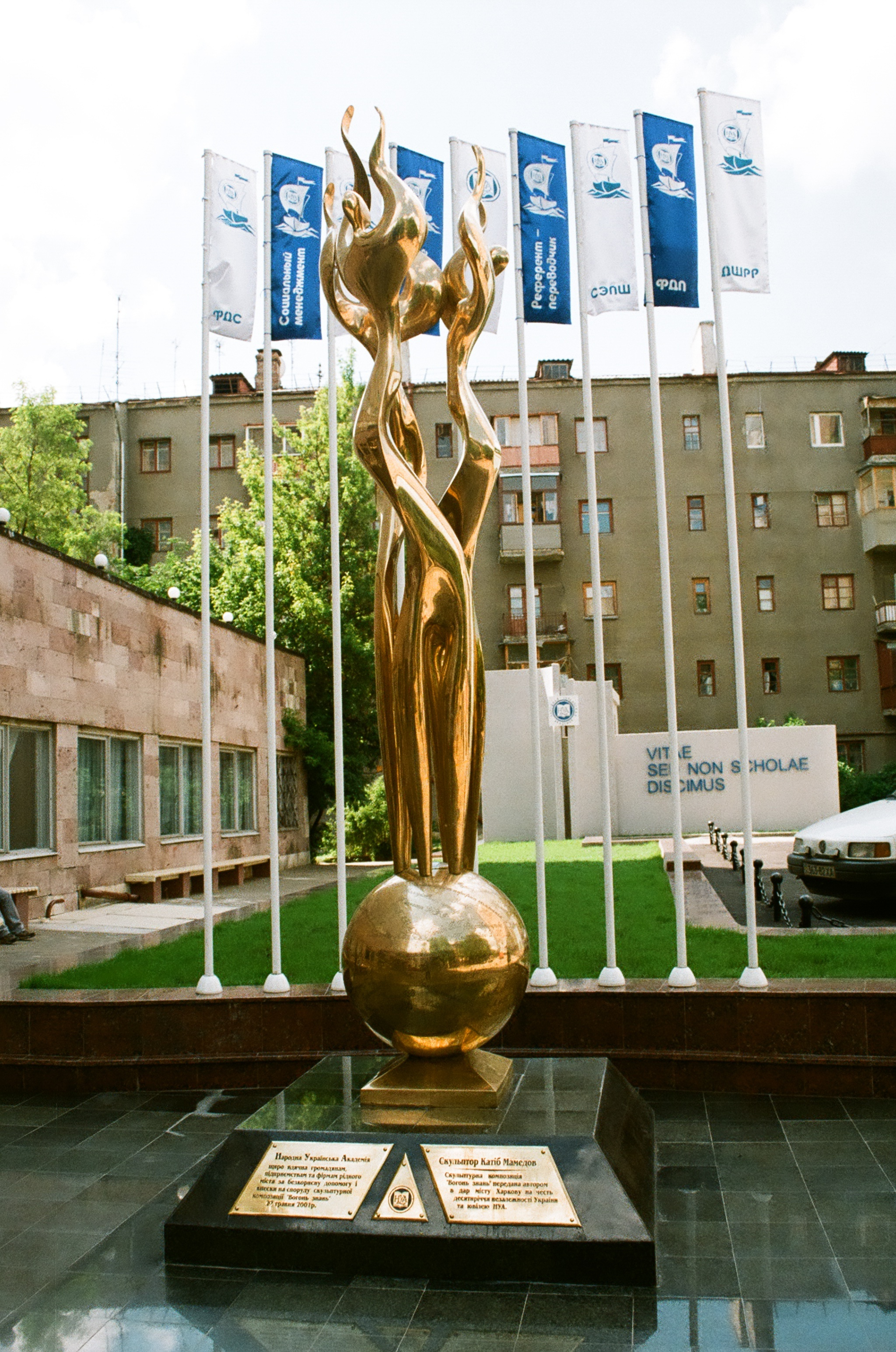
Памятник «Огонь знаний» в Харькове, 2001
Памятник «Эллочка-Людоедка» в Харькове, 2006
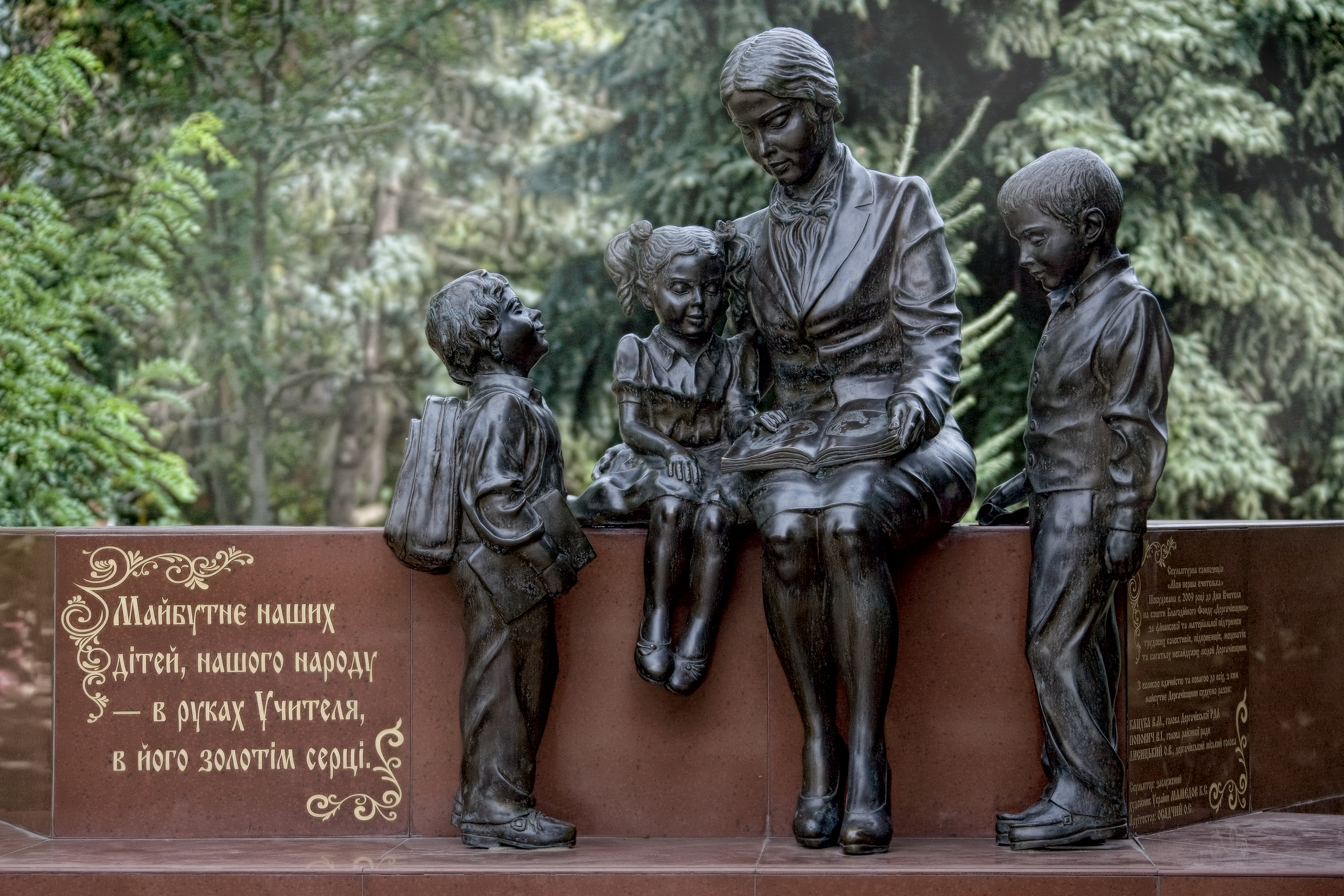
Памятник первой Учительнице в Дергачах, 2009
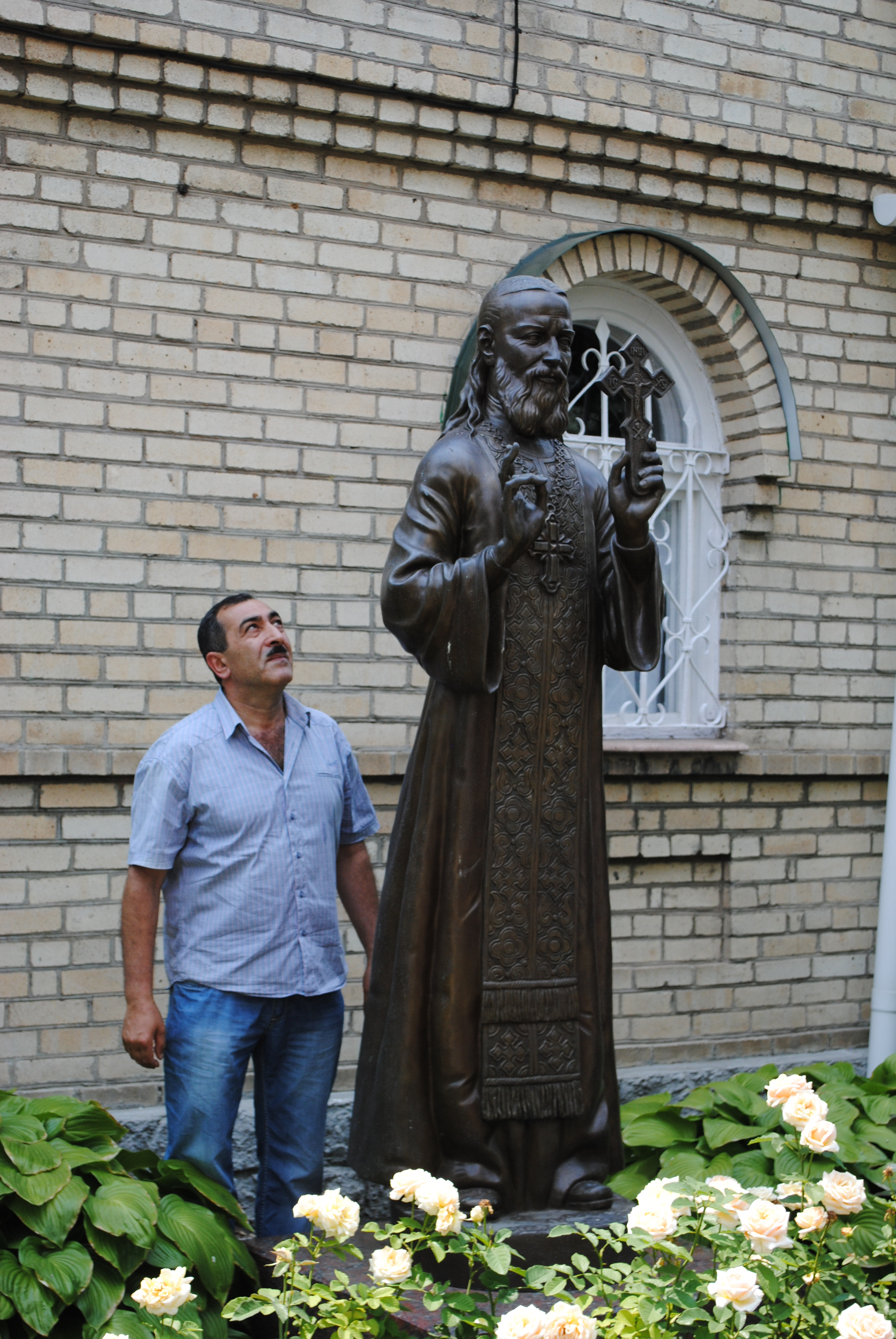
Памятник Иоанну Кронштадтскому в Николо-Васильевском монастыре, 2013
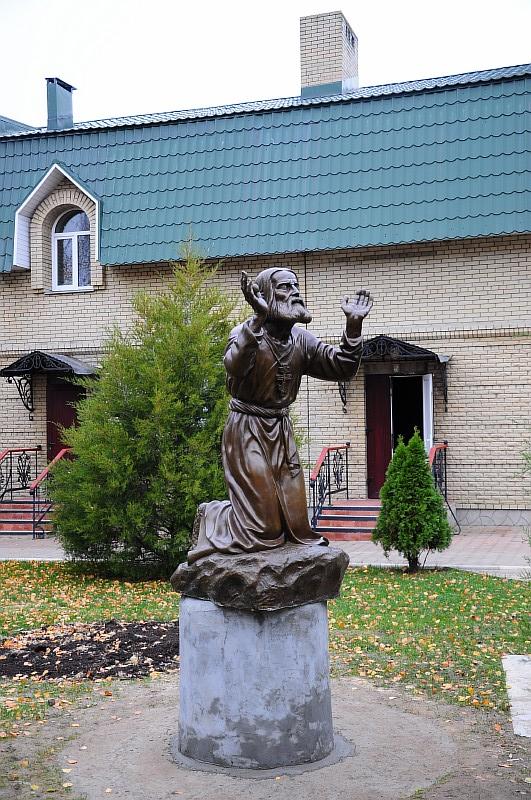
Памятник Серафиму Саровскому в Николо-Васильевском монастыре, 2013
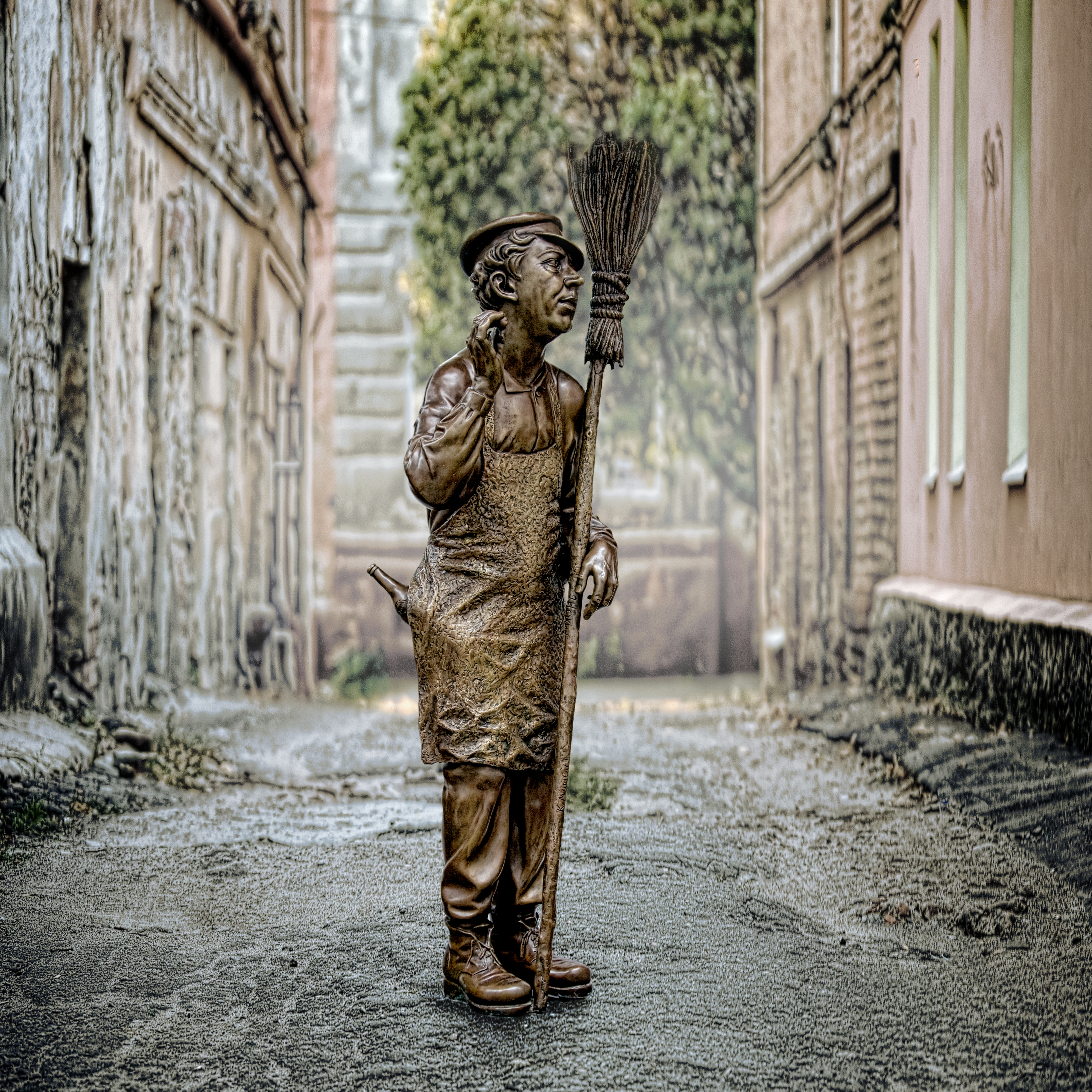
Памятник Юрию Никулину в образе дворника Тихона, 2013
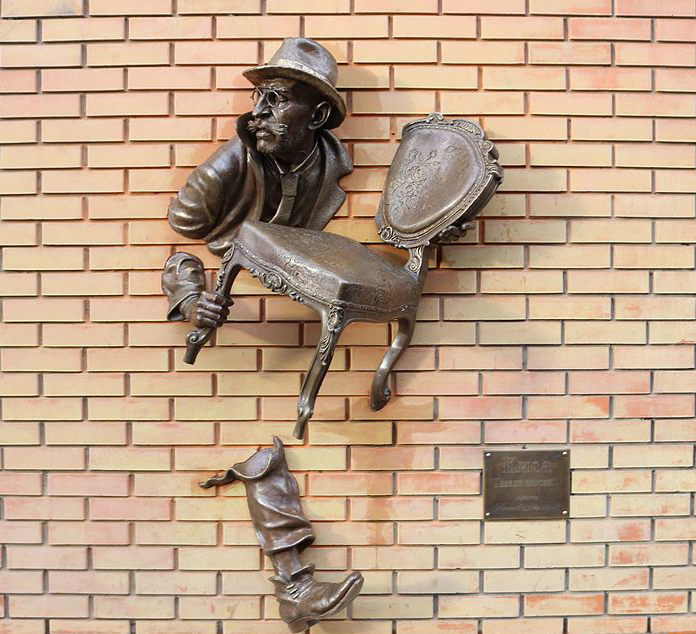
Киса Воробьянинов, Харьков, 2016
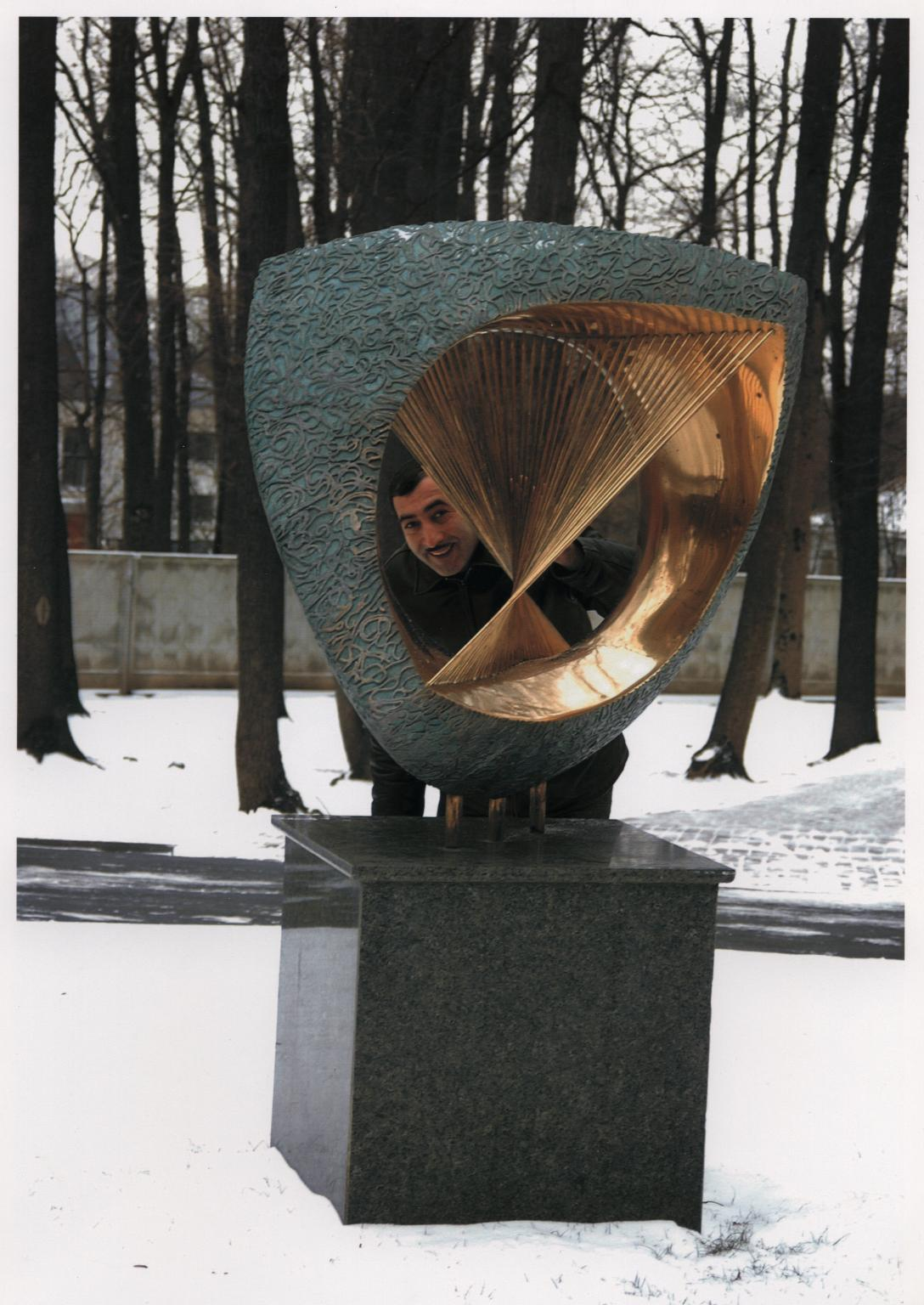
Пространство и время, в Харькове, 2003
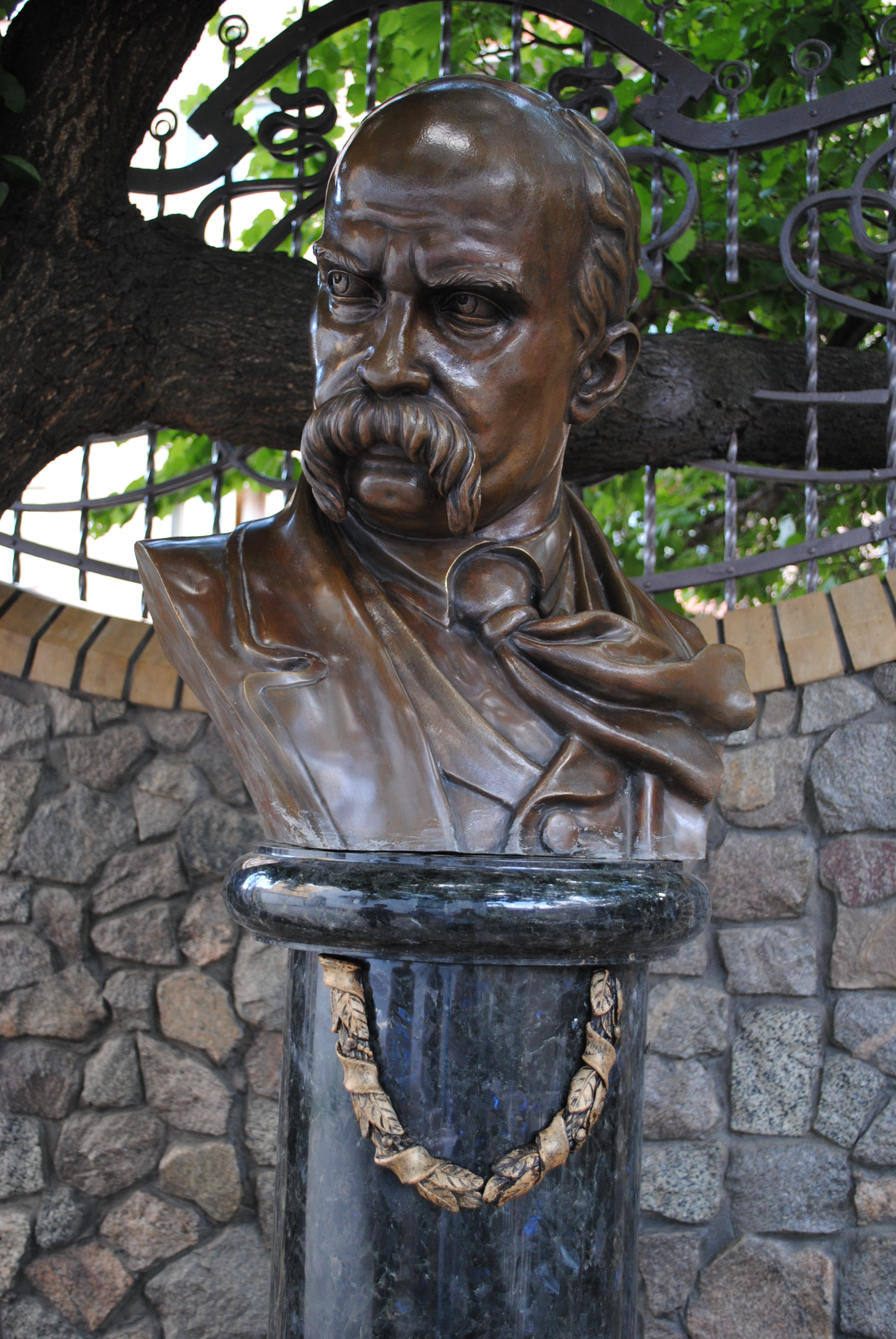
Бюст Т. Г. Шевченко в Харькове, 2011